# Emmenopterys henryi
Emmenopterys henryi (hành dực, hương quả thụ) là một loài thực vật có hoa trong họ Thiến thảo. Loài này được Oliv. mô tả khoa học đầu tiên năm 1889.

## Hình ảnh

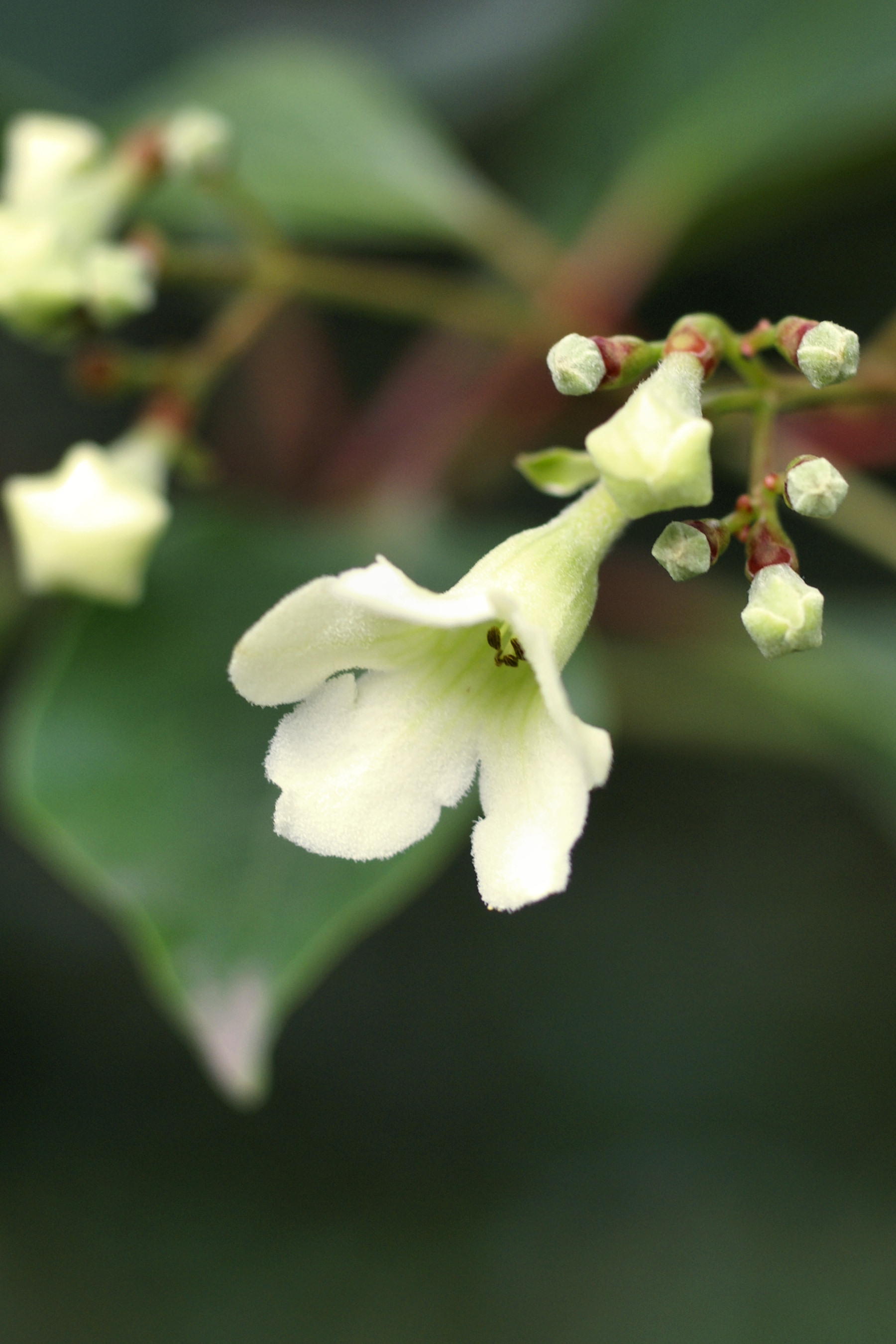
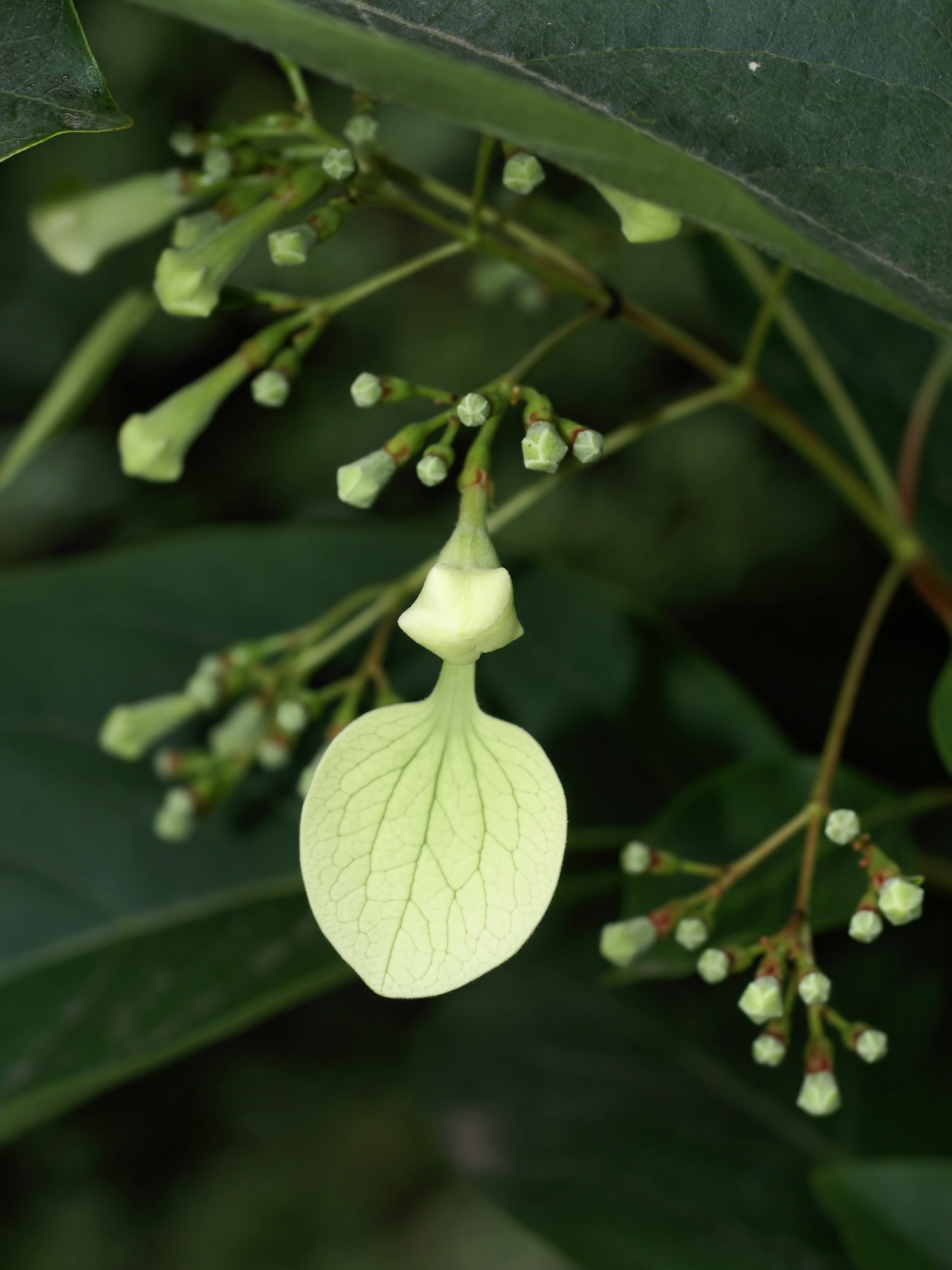
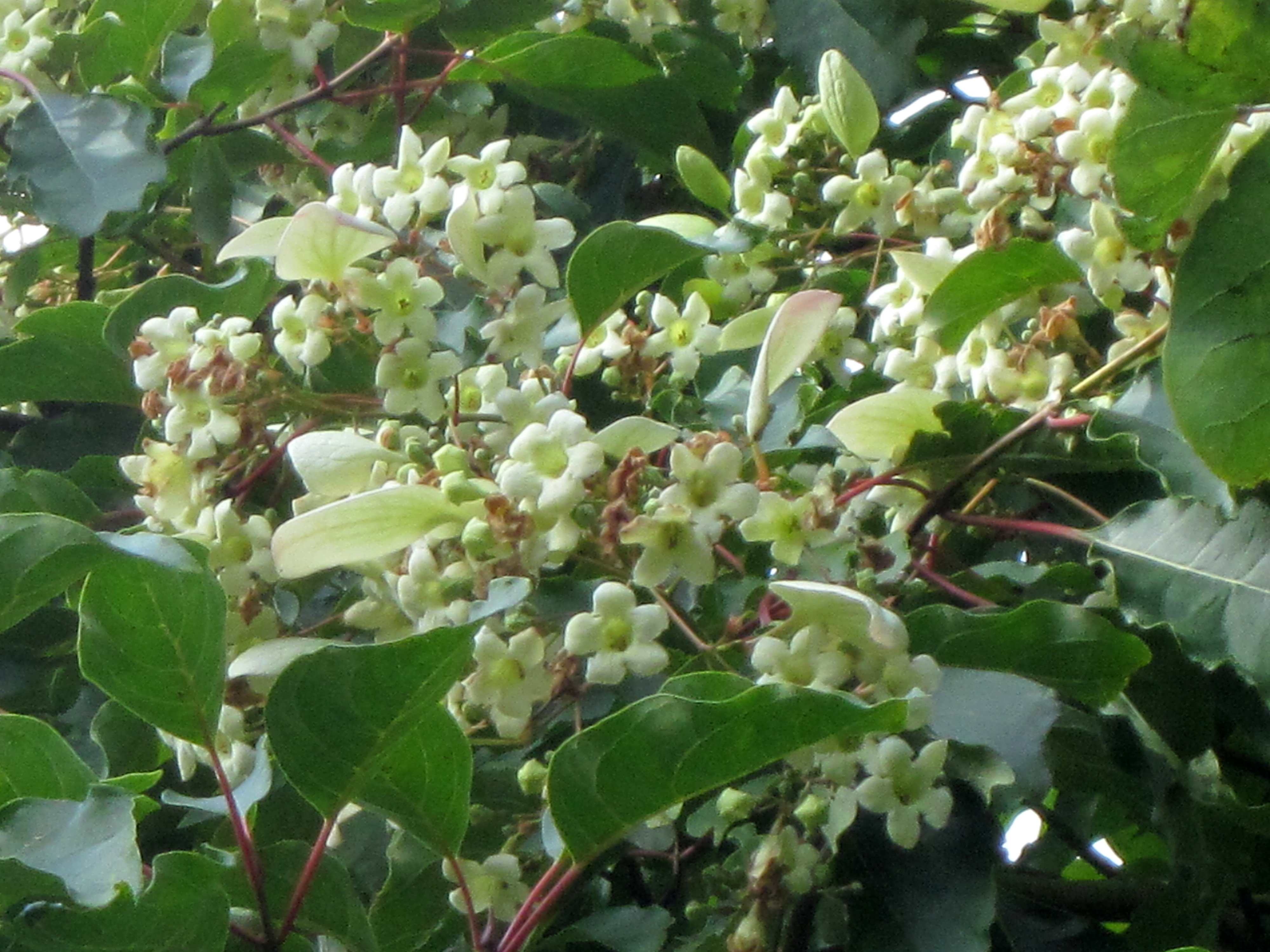
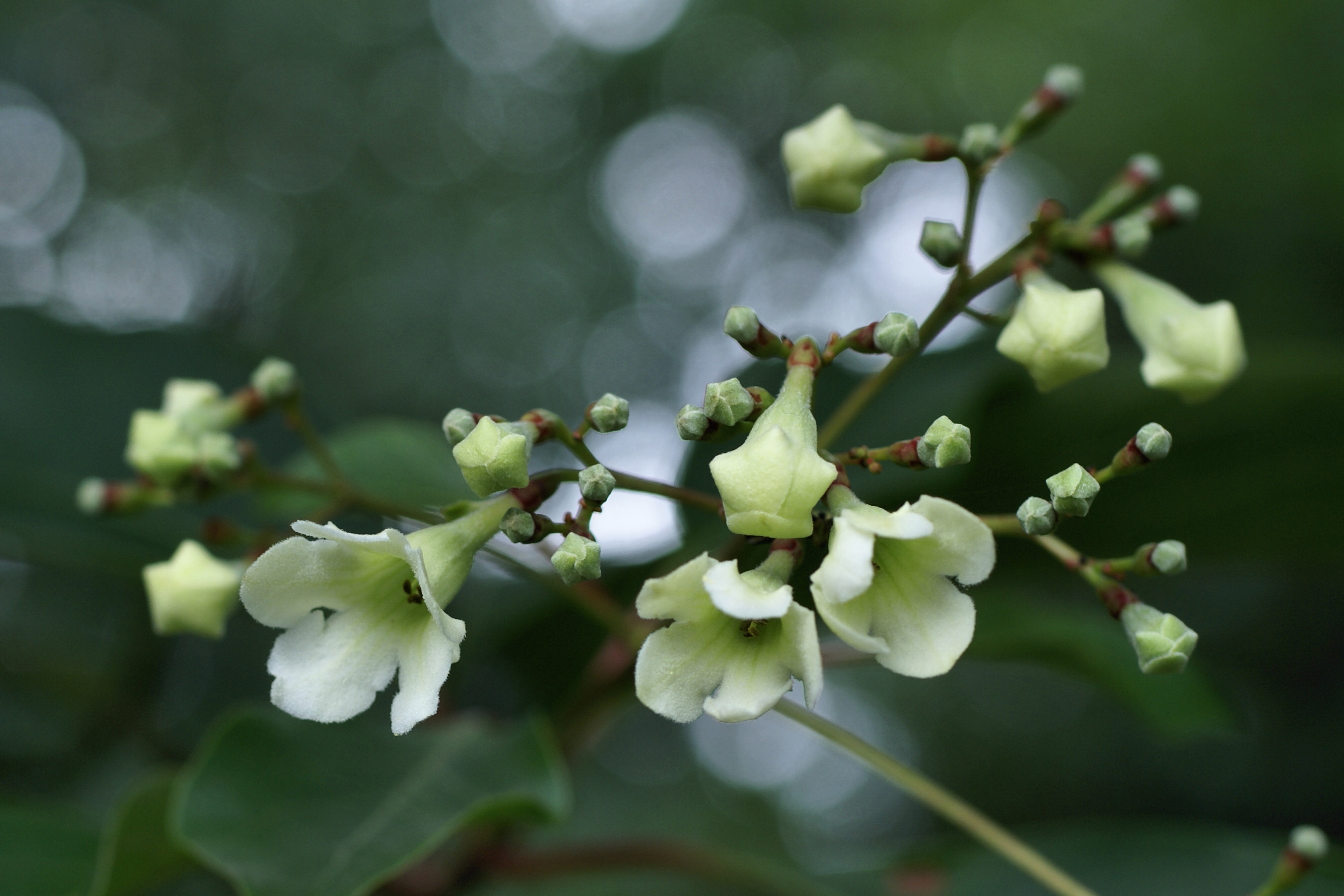